# Аушеу (комуна)
Аушеу (рум. Aușeu) — комуна у повіті Біхор в Румунії. До складу комуни входять такі села (дані про населення за 2002 рік):
- Аушеу (524 особи) — адміністративний центр комуни
- Гегіє (245 осіб)
- Гроші (967 осіб)
- Какучу-Векі (191 особа)
- Кодрішору (77 осіб)
- Лункшоара (1045 осіб)

Комуна розташована на відстані 401 км на північний захід від Бухареста, 43 км на схід від Ораді, 88 км на захід від Клуж-Напоки.

## Населення
За даними перепису населення 2002 року у комуні проживали 3049 осіб.
Національний склад населення комуни:
| Національність   | Кількість осіб | Відсоток |
| ---------------- | -------------- | -------- |
| румуни           | 2637           | 86,5%    |
| цигани           | 206            | 6,8%     |
| словаки          | 196            | 6,4%     |
| угорці           | 9              | 0,3%     |
| росіяни-липовани | 1              | < 0,1%   |

Рідною мовою назвали:
| Мова      | Кількість осіб | Відсоток |
| --------- | -------------- | -------- |
| румунська | 2822           | 92,6%    |
| словацька | 196            | 6,4%     |
| циганська | 21             | 0,7%     |
| угорська  | 9              | 0,3%     |
| російська | 1              | < 0,1%   |

Склад населення комуни за віросповіданням:
| Релігія            | Кількість осіб | Відсоток |
| ------------------ | -------------- | -------- |
| православні        | 2423           | 79,5%    |
| п'ятдесятники      | 205            | 6,7%     |
| римо-католики      | 201            | 6,6%     |
| баптисти           | 197            | 6,5%     |
| греко-католики     | 12             | 0,4%     |
| реформати          | 5              | 0,2%     |
| старообрядці       | 2              | 0,1%     |
| атеїсти            | 1              | < 0,1%   |
| не вказали релігію | 1              | < 0,1%   |